# 亨利·克耶广场

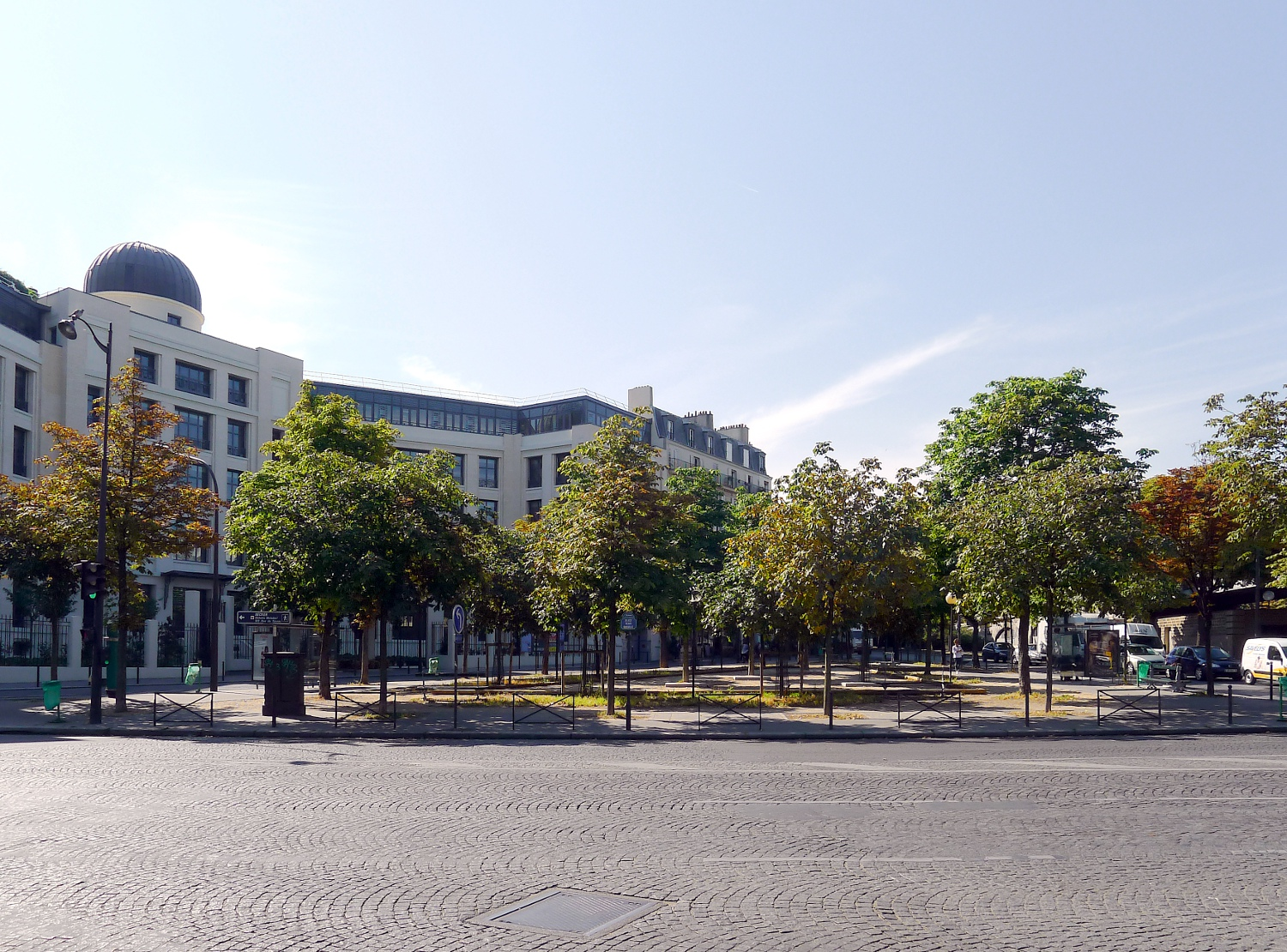

亨利·克耶广场（Place Henri-Queuille）是巴黎十五区的一个广场。

## 位置
亨利·克耶广场位于布勒特伊大街（Avenue de Breteuil）、加里波第大道（Boulevard Garibaldi）、巴斯德大道（Boulevard Pasteur）、莱库尔贝路（Rue Lecourbe）和塞夫勒路（Rue de Sèvres）的交汇处，位于巴黎十五区内，靠近巴黎第七区边界。

## 名称
这条街得名于法国政治家亨利·克耶（Henri Queuille，1884-1970年）。

## 历史
广场命名于1979年7月27日。